# 对位法
对位法是在音乐创作中使两条或者更多条相互独立的旋律同时发声并且彼此融洽的技术。

## 含义
对位法的英文名称Counterpoint来源于拉丁文punctus contra punctum，意为“音符对音符”。对位法并不是指单独的音符之间的和弦，而是指旋律之间的相互作用。它既可以是用两条或两条以上的旋律交织成和弦，也可以是以多组和弦交织表现出旋律。对位与和声的特点刚好相反，和声追求的是纵向的发展，除了一条主要的声部外，其他的声部在自己的进行中以特定的和声结构辅助这条主要的声部；对位追求的则是横向的发展，各个声部各不相同，但又要互相和谐不冲突。

## 历史
对位法是音乐史上最古老的创作技巧之一，也是欧洲在中世纪（公元800-1430）和文艺复兴时期（1430-1600）最主要的作曲技巧。在“对位”的概念被人们提出之前，应用对位法原理的音乐作品早已存在。现存最早的相关记载，见于公元900年左右一位无名氏所做的论文，Musica enchiriadis。在这篇类似教材的论文中，作者介绍了将给出旋律以对位法编排的方法。这种被称为固定旋律（cantus firmus）的方法是，将既有旋律以五度音程加以重复，再各将两条旋律以八度音程重复而得到四条旋律。当“对位法”这个名词开始流行的十四世纪，当时应用对位原理的作品少有以“音符对音符”形式写就的。当时标准的对位法作品，是一种华丽的多重唱（organum），即将多个音符以对位手法组织成一种进行缓慢的固定旋律。
对位法在巴洛克时期的音乐中得到了广泛的应用，其中以约翰·塞巴斯蒂安·巴赫所作的《赋格的艺术》以及《音乐的奉献》最为闻名。
时至今日，对位法原理仍然是调性音乐的基础，也是作曲的必修课。

## 类别
严格的对位法有五种创作手法。赋格曲是用模仿方法创作的最高级形式。
应用对位法的最常见的固定形式的作品类型有赋格和卡农。

### 分类对位法
分类对位（又称福克斯五类基本对位）是一种传统的对位法教学形式，也是对位法创作的所谓“严格形式”。在传统的对位法学习中，学生需要应对几种复杂程度不同的“类型”，按照严格的对位法原则，由给出的固定旋律，谱出相应的对位声部。在熟悉了对位创作的不同分类后，学生可以开始创作“自由”对位，也就是不甚严格的对位法。分类对位法可以追溯到1532年，当时，Giovanni Maria Lanfranco在他的著作《Scintille di musica》(Brescia, 1533)中，记述了一种类似的教学法。在十六世纪，维也纳学派的理论家焦塞福·扎利诺在他颇具影响力的著作《和声构建法》（Le institutioni harmoniche）中，命名了分类对位法。1619年,洛多维科·萨科尼在他的《音乐实践论》（Prattica di musica）中.首次以法则形式严格定义了分类对位法的创作原则。和后来的音乐理论家不同，Zacconi将一些其他的对位技巧（如转位对位）列入了分类对位。
真正令分类对位法一词为世人所熟知的理论家是约翰·约瑟夫·富克斯，他本人也因此而享有盛誉。在1725年出版的《迈向诗人之山》（Gradus ad Parnassum，一本作曲教科书）中，他着重介绍了经他归纳（却也因此令法则更加教条死板）后的五种分类对位法。(see General notes, below)
1. 第一对位：单个音符间的对位（Note agianst note）；
2. 第二对位：两个音符与一个音符间的对位 （Two notes against one）；
3. 第三对位：一组音符（泛称，包含三个、四个或六个等音符构成的一组）与一个音符间的对位 （Four notes against one）；
4. 第四对位：延留音对位（Notes offset against each other）；
5. 华彩对位（Florid counterpoint，将以上四种综合运用的对位手法）

后世的音乐理论家基本沿用了Fux的模式，但偶尔会对规则加以变通或修改。一个例子是路易吉·凱魯比尼.

#### 分类对位法总则
分类对位法适用于除罗克里安以外的所有调式（伊奥利亚调式、多利亚调式, 弗里吉亚调式, 利底安调式, 米索利底安调式和爱奥利亚调式).  以下规则适用于所有类型的对位创作。对于创作中的每个声部而言，必须遵守如下规则：
对所有类型的对位，以下规则适用于不同声部的组织：
1. 必须以完全协和音开始。
2. 以低音声部為判斷聲響的基準。
3. 不得出现声部交叉
4. 不得出现声部超越
5. 不得出现平行五度
6. 不得出现平行八度
7. 不得出现高音声部跳进的隐伏五度
8. 不得出现高音声部跳进的隐伏八度
9. 平行三度不得连续出现四次或四次以上
10. 平行六度不得连续出现四次或四次以上

##### 第一对位
以1個全音符對1個全音符

##### 第二对位
以2個2分音符對1個全音符

##### 第三对位
以3~6個分音符對1個全音符，其中比较常见的是以4个四分音符对1个全音符。

##### 第四对位
以2分音符的切分節奏對1個全音符

##### 第五对位（华彩对位）
採取混合節奏與 1個全音符相對

### 引用
1. ↑  Laitz, Steven G.  2. New York: Oxford University Press, Inc. 2008: 96. ISBN 978-0-19-530108-3.
2. ↑  Jeppesen, Knud. . trans. by Glen Haydon, with a new foreword by Alfred Mann. New York: Dover. 1992 [1939]  [2008-11-11]. ISBN 048627036X. （原始内容存档于2017-02-19）.
3. ↑  Cherubini, Luigi. . with Fromental Halévy. Paris: M. Schlesinger. 1835. OCLC 11909698.